# Marofarihy
Marofarihy is een plaats en gemeente in Madagaskar gelegen in het district Manakara van de regio Vatovavy-Fitovinany. Er woonden bij de volkstelling in 2001 ongeveer 7000 mensen.
In de plaats is basisonderwijs beschikbaar. 46,5% van de bevolking is landbouwer en 46,5% houdt zich bezig met veeteelt. Het belangrijkste gewas is rijst, maar er wordt ook koffie, suikerbiet en lychees verbouwd. 3% en 4% van de bevolking is werkzaam in respectievelijk de industriesector en de dienstensector.